# Episodi di Grimm (terza stagione)
La terza stagione della serie televisiva Grimm è stata trasmessa dal canale televisivo statunitense NBC dal 25 ottobre 2013 al 16 maggio 2014.
In Italia la terza stagione è stata trasmessa dal 3 marzo al 14 settembre 2014 in esclusiva sul canale Premium Action.
Gli ultimi sei episodi sono stati trasmessi per la prima volta in lingua originale, sottotitolati in italiano, a causa di uno sciopero proclamato dai doppiatori, mentre quelli doppiati sono stati trasmessi in una mini-maratona il 14 settembre, dalle ore 09.10 alle 13,55.
| nº | Titolo originale                  | Titolo italiano                          | Prima TV USA     | Prima TV Italia   |
| -- | --------------------------------- | ---------------------------------------- | ---------------- | ----------------- |
| 1  | The Ungrateful Dead               | Risveglio                                | 25 ottobre 2013  | 3 marzo 2014      |
| 2  | PTZD                              | Camminare per due mondi                  | 1º novembre 2013 | 10 marzo 2014     |
| 3  | A Dish Best Served Cold           | Un piatto che va servito freddo          | 8 novembre 2013  | 17 marzo 2014     |
| 4  | One Night Stand                   | L'avventura di una notte                 | 15 novembre 2013 | 24 marzo 2014     |
| 5  | El Cucuy                          | El Cucuy                                 | 29 novembre 2013 | 31 marzo 2014     |
| 6  | Stories We Tell Our Young         | Storie che raccontiamo ai nostri ragazzi | 6 dicembre 2013  | 7 aprile 2014     |
| 7  | Cold Blooded                      | A sangue freddo                          | 13 dicembre 2013 | 14 aprile 2014    |
| 8  | Twelve Days of Krampus            | Il gemello di Babbo Natale               | 13 dicembre 2013 | 21 aprile 2014    |
| 9  | Red Menace                        | Il guaritore                             | 3 gennaio 2014   | 28 aprile 2014    |
| 10 | Eyes of the Beholder              | Visto da vicino                          | 10 gennaio 2014  | 5 maggio 2014     |
| 11 | The Good Soldier                  | Il bravo soldato                         | 17 gennaio 2014  | 12 maggio 2014    |
| 12 | The Wild Hunt                     | Guerrieri                                | 24 gennaio 2014  | 19 maggio 2014    |
| 13 | Revelation                        | Rivelazioni                              | 28 febbraio 2014 | 26 maggio 2014    |
| 14 | Mommy Dearest                     | Mammina cara                             | 7 marzo 2014     | 2 giugno 2014     |
| 15 | Once We Were Gods                 | Un tempo eravamo Dei                     | 14 marzo 2014    | 9 giugno 2014     |
| 16 | The Show Must Go On               | Lo spettacolo deve andare avanti         | 21 marzo 2014    | 16 giugno 2014    |
| 17 | Synchronicity                     | Dove andare                              | 4 aprile 2014    | 14 settembre 2014 |
| 18 | The Law of Sacrifice              | La legge del sacrificio                  | 11 aprile 2014   | 14 settembre 2014 |
| 19 | Nobody Knows the Trubel I've Seen | Visione misteriosa                       | 25 aprile 2014   | 14 settembre 2014 |
| 20 | My Fair Wesen                     | My Fair Lady Wesen                       | 2 maggio 2014    | 14 settembre 2014 |
| 21 | The Inheritance                   | L'eredità                                | 9 maggio 2014    | 14 settembre 2014 |
| 22 | Blond Ambition                    | Ambiziosa bionda                         | 16 maggio 2014   | 14 settembre 2014 |

## Risveglio
- Titolo originale: The Ungrateful Dead
- Diretto da: Norberto Barba
- Scritto da: Jim Kouf e David Greenwalt

### Trama
Baron sta avendo difficoltà a gestire Nick, ancora trasformato in zombie e l'aereo su cui sta viaggiando si schianta sull'area di Portland. Il principe Eric, Baron e gli altri membri dell'equipaggio muoio nello schianto, solo Nick si salva a causa dello stato in cui si trova. Una volta rialzatosi Nick procede a creare caos in un bar.
Adalind cerca di recuperare i suoi poteri e Stefania le espone un metodo che le permetterà di recuperarli, sfruttando la sua gravidanza.
- Novella ispiratrice:
- Guest star: Shohreh Aghdashloo (Stefania Vaduva Popescu), Reg E. Cathey (Il Barone), James Frain (Eric Renard), Christian Lagadec (Sebastien), Robert Blanche (Serg. Franco)
- Citazione d'apertura: "But if I stand at the sick person's feet, he is mine."
"Ma se mi vedi al capezzale dell'infermo, è mio"
- Ascolti USA: 6.150.000 telespettatori[3]

## Camminare per due mondi
- Titolo originale: PTZD
- Diretto da: Eric Laneuville
- Scritto da: Jim Kouf e David Greenwalt

### Trama
Nick trasformatosi in uno zombie continua a vagare per i boschi dopo aver aggredito delle persone in un bar non molto lontano. Intanto Hank e Monroe sono sulle sue tracce per cercare di fermarlo prima che faccia del male a qualcuno di nuovo. Nel frattempo Renard, Juliette e Rosalie dopo aver saputo che Nick ha aggredito delle persone e qualcuno ha rotto le telecamere della videosorveglianza tornano alla macchina per cercare Nick, che udito delle voci si getta contro una famiglia cercando di aggredirla ma fortunatamente Hank e Monroe riescono a fermarlo ma è dura perché è diventato fin troppo forte anche per loro così lo allontanano dalla casa e, solo grazie all'aiuto del capitano e Rosalie, riescono a sedarlo e portarlo via. Passata una notte insonne, Nick finalmente si sveglia ma non ricorda nulla di quello che è successo ma allo stesso tempo è contento di non aver ucciso nessuno. Purtroppo nella rissa al bar un uomo è morto la mattina seguente in ospedale causando un po' di problemi visto che nick ora è colpevole di omicidio. Hank, Monroe, il capitano, Juliette e Rosalie senza avvertire Nick si riuniscono e cercano un modo per non far incarcerare il loro amico ma Nick scopre tutto e furioso perché i suoi amici non gli hanno detto di aver ucciso un uomo va al distretto per costituirsi anche se Hank gli chiede di non farlo perché non sapeva ciò che faceva e che se loro non l'avessero fermato avrebbe ucciso anche loro. Nick, ignorando il suo collega, va dal suo capitano che gli intima di non costituirsi e che la causa di ciò che è successo è stata colpa di suo fratello, Eric Renard, che aveva mandato degli uomini a catturarlo per poi ucciderlo e che se si fosse costituito gli avrebbe dato ciò che suo fratello voleva. Nick é turbato e non sa che fare, ma alla fine decise di non rivelare la verità su quello che è davvero accaduto quella notte.
- Novella ispiratrice:
- Guest star: Shohreh Aghdashloo (Stefania Vaduva Popescu), Jay Karnes (Detective Bauer)
- Citazione d'apertura: "It is not more surprising to be born twice than once; everything in nature is resurrection."
"Nascere due volte non è più sorprendente che nascere una volta sola, tutto in natura è resurrezione."
- Ascolti USA: 4.960.000 telespettatori[4]

## Un piatto che va servito freddo
- Titolo originale: A Dish Best Served Cold
- Diretto da: Karen Gaviola
- Scritto da: Rob Wright

### Trama
Nick dopo quello che è successo sta meglio ma, negli esami di routine, i medici notano che, anche facendolo correre veloce, il suo battito si muove di poco, ma gli dicono di non preoccuparsi. Monroe porta a cena Rosalie in un ristorante aperto da non molto, il "Reveren Rose". I due passano una serata romantica e Monroe propone a Rosalie di andare a vivere insieme e lei accetta e proprio quella sera Monroe incontra Sam, un suo vecchio amico, con la moglie Kimberl. La mattina seguente Nick e Hank indagano sul presunto omicidio di un uomo (Ned Klosterman) morto su un albero. Preoccupati chiamano la moglie chiedendole cosa fosse successo ma lei, ignara, dice solo di aver trascorso la serata a cena fuori, il giorno precedente, per festeggiare il loro anniversario. I due detective non sanno che strada prendere, non hanno né prove né testimoni ma, dopo un secondo omicidio su un altro albero (la vittima era Stephanie Robinson) solo due prove coincidono: l'albero e il ristorante dove le vittime hanno cenato l'ultima volta. Nick e Hank si dirigono verso il ristorante Reveren Rose e Nick scopre così che il ristorante è gestito da uno chef francese, Graydon Ostler, e dai suoi cuochi e che tutti sono dei Bauerschwein. Nick chiede allo chef che cosa ordinarono le vittime il giorno che erano state a cena lì ma ci sono delle discordanze: oltre ad aver preso cibi diversi, l'esame tossicologico non rivela nulla. Nick non è convinto di questo perché conosce i wesen fin troppo bene, così decide di parlarne con Juliette che gli dice che assomigliava a una specie di volvolo gastrico e che succedeva solo a specie specifica come ai cani e al bestiame e questo porta Nick a pensare che le vittime fossero Bluthbaden visto che i Bluthbaden e i Bauerschwein sono in conflitto tra loro, ma il ragionamento non quadrava lo stesso perché essendo un ristorante chiunque poteva essere un wesen quindi, per esserne sicuro, va da Monroe a chiedergli se conosce il ristorante e l'amico risponde che ci era andato insieme a Rosalie per cena qualche sera prima; Nick, non vedendolo preoccupato, prende le ultime cose prima di tornare da Juliette ma Monroe lo ferma e dall'altra parte della stanza ci sono Hank, Juliette, Rosalie e Bad, felici che Nick ritorni a casa con Juliette. Proprio mentre stanno brindando squilla il telefono e Rosalie risponde: è Kimberl che chiama perché suo marito Sam non è tornato a casa; Monroe preoccupato parla con la moglie di Sam mentre Nick chiede a Rosalie chi fosse e lei dice che è un amico di Monroe che aveva conosciuto l'altra sera a cena; i dubbi di Nick sono fondati e capisce che le vittime uccise erano Bluthbath come il suo amico e questo lo spaventa perché anche lui aveva mangiato lì. Dopo aver spiegato come sono morti tutti si recano all'erboristeria e lì Rosalie spiega che si tratta di un fungo che se mangiato crudo è innocuo ma se cotto è un veleno per i Bluthbaden. Nick, Hank e Monroe si recano nel bosco e trovano Sam su un albero, purtroppo Sam non riesce a farcela e Monroe giura vendetta verso i suoi amici ma Rosalie è del tutto contraria e chiede a Nick di fare qualcosa perché se Monroe dovesse uccidere lo chef, rischia il carcere. Nel frattempo Monroe trova Ostler e lo mette alle strette finché Nick e Hank non arrivano tempo per fermarlo sparandogli ma è tutta una messa in scena per far confessare e poi arrestare lo chef. Il piano funzionó e alla fine Monroe ha ottenuto ciò che voleva e Nick rinchiude l'assassino in cella.
- Novella ispiratrice:
- Creature: Blutbad, Bauernschwein
- Guest star: Dan Bakkedahl (Graydon Ostler), Danny Bruno (Bud), Christian Lagadec (Sebastien)
- Citazione d'apertura: "'Tis Death's Park, where he breeds life to feed him. Cries of pain are music for his banquet."
"È il parco della Morte, in essa alleva la vita per potersi nutrire. Le grida di dolore sono musica per il suo banchetto."
- Ascolti USA: 4 880 000 telespettatori[5]

## L'avventura di una notte
- Titolo originale: One Night Stand
- Diretto da: Steven DePaul
- Scritto da: Sean Calder

### Trama
Nick e Hank indagano sue due ragazzi uno dei quali è vittima di un annegamento che presenta strani segni sulle caviglie. Le prove sembrano condurre a delle ragazze che vivono con il padre in una zona portuale del fiume; una delle ragazze, sordomuta, che aveva assistito alla scena ha salvato uno dei ragazzi del quale è innamorata. dopo averne parlato con Monroe e Rosalee Nick ed anche aggiungerlo alla conclusione che l'aire due ragazze e il padre sono in realtà dei Naiadi, una specie di sirena d'acqua dolce, ma non sono loro le colpevoli bensì i due ragazzi che vivono vicino a casa loro.
Rosalie intanto comincia a sistemarsi da Monroe, mentre il Capitano Renard fa una scoperta inaspettata: la donna che vive nell'albergo a Vienna non è altri che Adalind.
- Storia: La sirenetta
- Creature: Naiadi
- Guest star: Michael Welch (Jake Barnes), Stephanie Nogueras (Brian McNamara), Derek Ray (Dominic), Sara Fletcher (Sarah Mahario), Christian Lagadec (Sebastien)
- Citazione d'apertura: "More and more she grew to love human beings and wished that she could leave the sea and live among them."
"Gli uomini le piacevano ogni giorno di più, e sempre più spesso desiderava salire e stare con loro"
- Ascolti USA: 5 810 000 telespettatori[6]

## El Cucuy
- Titolo originale: El Cucuy
- Diretto da: John Behring
- Scritto da: Michael Golamco

### Trama
Durante un'indagine riguardante dei violenti attacchi: le vittime sono tutti criminali che nell'ultimo periodo avevano tormentato il quartiere e Nick si rende conto che il killer potrebbe essere El Cucuy, una creature dell'Almerica latina. Nonostante non trovi nessun riferimento a questo tipo di Wesen sui libri, Nick dopo aver ascoltato la storia da una donna del quartiere su questa misteriosa creatura capisce che El Cucuy viene chiamato dalle voci delle persone che soffrono, proprio come accaduto recentemente del quartiere.
La colpevole si rivela essere l'anziana Signora Garcia, purtroppo non essendo credibile la cosa viene rilasciata ma ella continuerà la sua marcia di giustiziera.
- Novella ispiratrice:
- Creature: El Cucuy(uomo nero)
- Guest star: Manny Montana (David Florez), Gina Gallego (Signora Garcia), Bertila Damas (Pilar), Matt McTighe (Ray Bolton), Christian Lagadec (Sebastien), Robert Blanche (Serg. Franco)
- Citazione d'apertura: "Duérmete niño, duérmete ya... Que viene el Coco y te comerá." "Sleep child, sleep now... Or else the Bogeyman will come and eat you."
"Duermete, niño, duermete ya... Que viene el coco y te comerà" "Ninna nanna, ninna nò, questo bimbo a chi lo do, lo darò all'uomo nero che lo mangia..."
- Ascolti USA: 5 730 000 telespettatori[7]

## Storie che raccontiamo ai nostri ragazzi
- Titolo originale: Stories We Tell Our Young
- Diretto da: Aaron Lipstadt
- Scritto da: Michael Duggan

### Trama
Nick e Hank indagano sulla morte di un prete e un novizio ferito che stava operando un esorcismo su un bambino di nove anni. Parlandone a Monroe e Rosalee I due spiegano che il bambino potrebbe essere un Grausen, ma umano e non un Wesen, e per questa ragione anche se non vorrebbero sono costretti a informare il Consiglio: che in accordo con i Grimm del passato ogni qualvolta si fosse presentato un caso di Grausen essi erano costretti a eliminarlo. Tuttavia Nick non intende consegnare il bambino e dopo varie ricerche e l'auto di Juliette scoprono che in realtà il bambino non è posseduto ma è stato semplicemente infettato da un parassita.
Il bambino viene liberato dal parassita e a fine indagine Nick, che ha impedito l'omicidio a uno degli uomini del consiglio Sebastian, spera che questa scoperta posso far guardare le cose in modo diverso al Consiglio dei Wesen.
- Novella ispiratrice:
- Creature: Grausen
- Guest star: Tim Griffin (Signor Keary), Gabriel Suttle (Daniel Keary), Julianne Christie (Nancy Keary)
- Citazione d'apertura: "We don't believe, we only fear."
"Noi non crediamo, solo temiamo"
- Ascolti USA: 6 320 000 telespettatori[8]

## A sangue freddo
- Titolo originale: Cold Blooded
- Diretto da: Terrence O'Hara
- Scritto da: Thomas Ian Griffith

### Trama
Nick sta indagando su una serie di furti e un omicidio che potrebbero essere collegati a un'antica leggenda metropolitana. Sembra che la serie di furti sia collegata alla rete fognaria e i ladri si rivelano tre fratelli Wesen: degli Gelumcaedus, la cui origine risale all'antica Roma.
Adalind incontra il Principe Viktor, deciso ad avere giustizia per la morte di suo cugino Eric.
- Novella ispiratrice:
- Creature: Gelumcaedus
- Guest star: Alexis Denisof (Principe Viktor), Matthew Willig (Gregorek), Sharon Sachs (Dott.ssa Harper), Christian Lagadec (Sebastien)
- Citazione d'apertura: "But for the pit confounders, let them go, and find as little mercy as they show!"
"Ma le voci nel loggione, lasciatele stare e siate clementi come lo sono loro"
- Ascolti USA: 4 880 000 telespettatori[9]

## Il gemello di Babbo Natale
- Titolo originale: Twelve Days of Krampus
- Diretto da: Tawnia McKiernan
- Scritto da: Dan E. Fesman

### Trama
Una serie di casi riguardanti delinquenti minorili potrebbe essere collegato a un'antica creatura, una sorta di gemello cattivo di Babbo Natale: il Krampus. Nick, Hank, Monroe e Bud devono riuscire a trovare i ragazzi rapiti prima che Krampus se li mangi e scompaia allo scoccare della mezzanotte. Fortunatamente Nick riesce a fermare il Wesen che non appena si ritrasformano in alcun ricordo delle ultime settimane; da ciò capiscono che in realtà la trasformazione avviene soltanto in quell'arco di tempo e non sapendo come gestirla decidono di passare questo caso al Consiglio dei Wesen.
Monroe chiede aiuto a Juliet per organizzare una sorpresa a Rosalee in occasione del loro primo Natale insieme. Inizialmente Rosalee non prende parte ai festeggiamenti nello stesso modo di Monroe a causa di un triste ricordo di famiglia ma dopo aver parlato con Juliette decide di provare entrare nello spirito natalizio.
Il tour di Renard in Europa lo porta sempre più vicino a Adalind.
- Novella ispiratrice:
- Creature: Krampus
- Guest star: Derek Mears (Krampus), Shane Coffey (Derrick Bryce), Bernhard Forcher (Tavitian), Danny Bruno (Bud), Christian Lagadec (Sebastien)
- Citazione d'apertura: "O Christmas Tree, O Christmas Tree, How steadfast are your branches..."
"Oh, Albero di Natale, Oh Albero di Natale, come sono forti i tuoi rami....
- Ascolti USA: 4 880 000 telespettatori[9]

## Il guaritore
- Titolo originale: Red Menace
- Diretto da: Allan Kroeker
- Scritto da: Alan DiFiore

### Trama
Nick e Hank indagano su un Wesen: un Koschie di nome Boris Myshkin, che ha poteri guaritori che però causano più bene che male nelle persone che incontra. Questo peso non oltre a guarire può anche uccidere a causa delle radiazioni che emana il suo corpo; la prima sua vittima è il suo assalitore che dopo essere stato avvelenato dalle radiazioni muore in una lenta agonia. La mandante del suo omicidio si rivela essere una delle cameriere che per vendicare la morte di suo padre quando era bambina ha progettato di ucciderlo. Purtroppo a causa dei suoi poteri l'uomo non può morire ma dopo che sua moglie per difenderlo squarcia la gola della ragazza, ma lui per fare ammenda per il dolore che ha causato usa i suoi poteri un'ultima volta morendo.
Juliette ospita un'amica, Alicia, a casa sua dopo che la donna ha avuto problemi con il marito. 
Hank chiede un appuntamento a una persona vicino a lui, la sua fisioterapista, mentre il Capitano Renard mette in guardia Adalind.
- Novella ispiratrice: Koschei l'immortale
- Creature: Koschie, Malin Fatal, Klaustreich

- Guest star: Sharon Leal (Zuri Ellis), Mark Ivanir (Boris Myshkin), Alicia Lagano (Alicia), Aleksandra Kaniak (Olga Myshkin), Angela Gots (Larissa), Robert Blanche (Serg. Franco)
- Citazione d'apertura: "To kill Koschei the Deathless, first you must find his soul, which is hidden in an egg, in a duck in a lead chest buried beneath an oak tree."
"Per uccidere Koschei l'immortale, devi prima trovare la sua anima, che è nascosta in un uovo, dentro un'anatra in uno scrigno di piombo sepolto sotto una quercia"
- Ascolti USA: 5 680 000 telespettatori[10]

## Visto da vicino
- Titolo originale: Eyes of the Beholder
- Diretto da: Peter Werner
- Scritto da: Thomas Ian Griffith

### Trama
Durante le indagini in quella che sembra una faida Wesen tra gang, le cose si complicano quando l'unico testimone è il fratello della terapista con cui Hank sta uscendo.
Nick e Juliette, dopo aver scoperto che l'amica è una Wesen, una Fuchsbau come Rosalee, decidono di dirle che Nick è un Grimm. Inizialmente Alicia è spaventata ma quando Nick che la difende dall'aggressione del suo ex marito, un Klaustreich, si ricrede e può finalmente mostrarsi a Juliette per quello che è davvero venendo accettata dall'amica.
- Novella ispiratrice:
- Creature: Yaguaraté
- Guest star: Sharon Leal (Zuri Ellis), Alicia Lagano (Alicia), Dalpre Grayer (Jared Ellis), Gino Anthony Pesi (Dread)
- Citazione d'apertura: "I am glad 'tis night, you do not look on me, for I am much ashamed of my exchange."
"Sono contenta che sia notte, tu non guardarmi, perché mi vergogno molto del mio cambio."
- Ascolti USA: 5 330 000 telespettatori[11]

## Il bravo soldato
- Titolo originale: The Good Soldier
- Diretto da: Rashaad Ernesto Green
- Scritto da: Rob Wright

### Trama
Qualcuno sta uccidendo un gruppo di veterani accusati di crimini di guerra e Nick e Hank indagano su possibili connessioni sovrannaturali. La principale colpevole sembra essere una ragazza soldato di nome Gonzales, ma viene scagionata quando si scopre che le vittime sono molte per un veleno di scorpione, tipico delle Manticore. Alla fine il colpevole risulta essere  il comandante della ragazza aggredita e uno degli stessi soldati che per evitare di essere scoperto aveva ucciso uno dei suoi compagni che voleva costituirsi. Il comandante e l'uomo, dopo uno scontro tra Manticore, muore ma certo che la sua morte permetterà finalmente di fare giustizia.
Rosalee e Monroe sono in visita dalla madre di lei per riprendere i contatti interrotti da tempo. Rosalee non aveva più contatti con sua madre e sua sorella da anni ma questa visita permette finalmente loro di chiarirsi e di riappacificarsi.
I poteri di Adalind stanno ritornando.
- Novella ispiratrice:
- Creature: Steinadler, Manticore
- Guest star: Emily Rios (Frankie Gonzales), Gonzalo Menendez (Jim McCabe), Kirk Acevedo (Ron Hurd)
- Citazione d'apertura: "Eye for eye, tooth for tooth, hand for hand, foot for foot."
"Occhio per occhio, dente per dente, mano per mano, piede per piede."

## Guerrieri
- Titolo originale: The Wild Hunt
- Diretto da: Rob Bailey
- Scritto da: Jim Kouf e David Greenwalt

### Trama
Monroe porta Rosalee a cena in un ristorante e una volta tornati, con la scusa di mostrarle un particolare orologio a cucù, le chiede di sposarlo e lei accetta con gioia. I due iniziano a pianificare le nozze e preparando una festa di benvenuto per i genitori di Monroe. Inizialmente i genitori di Monroe sono felice di conoscere la fidanzata del figlio ma una volta scoperto che Rosalee è una Fuchsbau non prendono le cose bene, e la cosa peggiora quando scoprono che Monroe è amico di un Grimm.
Mentre Juliette sta cercando di contattare la madre di Nick, che inizialmente aveva creduto che i messaggi via mail fossero di una donna interessata a lui.
Nick sta indagando con Hank su un killer che uccide i poliziotti per poi prenderne lo scalpo. Man mano che le uccisioni aumentano i tuoi killer si stanno vicino da Portland.
- Novella ispiratrice:
- Creature: Wildesheer
- Guest star: Shohreh Aghdashloo (Stefania Vaduva Popescu), Chris Mulkey (Bart), Alexis Denisof (Principe Viktor), Dee Wallace (Alice), Christian Lagadec (Sebastien), Robert Blanche (Serg. Franco)
- Citazione d'apertura: "Come back in the evening, I'll have the door locked to keep out the wild huntsmen."
"Ritorna questa sera, io chiuderò l'uscio per tener fuori quei rudi cacciatori."

## Rivelazioni
- Titolo originale: Revelation
- Diretto da: Terrence O'Hara
- Scritto da: Jim Kouf e David Greenwalt

### Trama
Monroe è in contrasto con i suoi genitori per le sue scelte: non accettano nel suo fidanzamento con Rosalee né la sua amicizia con Nick. Monroe teme che l'unica soluzione sia quella di tagliare i ponti con i suoi genitori, sono dell'iniziativa di sua madre che cerca di avvicinarsi a Rosalee riesce a salvare il rapporto.
Nick chiede aiuto a Juliette per il caso del Wesen che sta uccidendo i poliziotti. I Wesen si rivelano essere dei Wildesheer, delle creature di cui molti altri Wesen hanno il terrore. Scoperto che il loro punto debole è il taglio dei capelli Nick e Monroe li affrontano in uno scontro ma quando stanno per avere la peggio il padre di Monroe arriva in soccorso del figlio dell'amico permettendo loro di uccidere definitivamente i tuoi uomini.
Renard cerca di mettersi in contatto con Adalind per tenerla al sicuro. Adalind viene tratto in salvo dal capo della resistenza che la porta di una casa sicura nel bosco dove in procinto di partorire.
- Novella ispiratrice:
- Creature: Wildesheer
- Guest star: Shohreh Aghdashloo (Stefania Vaduva Popescu), Chris Mulkey (Bart), Alexis Denisof (Principe Viktor), Dee Wallace (Alice), Christian Lagadec (Sebastien)
- Citazione d'apertura: "Still, after a short time the family's distress again worsened, and there was no relief anywhere in sight."
"E poco dopo la tensione familiare salì, e non c'era alcun segno di miglioramento in vista."

## Mammina cara
- Titolo originale: Mommy Dearest
- Diretto da: Norberto Barba
- Scritto da: Brenna Kouf

### Trama
Un pericoloso Wesen di nome Aswang prende di mira Dana, un'amica d'infanzia del Sergente Wu, che aspetta un bambino. Nick ed Hank devono risolvere il problema prima che peggiori. Dopo diverse ricerche scoprono che l'Aswang ha un legame di sangue con il bambino e scoprono che la colpevole non è altri che la suocera. Poco prima che la donna riesca a portare avanti il rituale Wu la ferma vedendola per la prima volta in woge. Nonostante quello che ha visto Nick ed Hank decidono di non dirgli niente, temendo che lo shock ha subito sarebbe troppo se gli rivelassero la verità.
Nel frattempo Adalind ha dato alla luce una bambina, e fin da subito da bambino dimostra di avere dei grandi poteri.
- Novella ispiratrice:
- Creature: Aswang
- Guest star: Freda Foh Shen (Lani Tomas), Alain Uy (Sam Tomas), Tess Paras (Dana Tomas), Robert Blanche (Serg. Franco)
- Citazione d'apertura: "I am going off to a house and entering it like a snake... I will devour their babes and make their hearts ache."
"Sto andando in una casa e vi entrerò come un serpente... Divorerò i loro bambini e addolorerò il loro cuore."

## Un tempo eravamo Dei
- Titolo originale: Once We Were Gods
- Diretto da: Steven DePaul
- Scritto da: Alan DiFiore

### Trama
Nick e Hank finiscono in un conflitto con un'organizzazione chiamata Beati Paoli, un'organizzazione mafiosa Wesen dedita alla protezione degli artefatti della loro società, per via di un antico sarcofago egizio contenente i resti di un Wesen mummificato: un Anubis. Le cose si complicano quando il Consiglio dei Wesen viene coinvolto inaspettatamente e invia Sebastian affinché faccia un accordo con Nick. Fermato l'ultimo dei Beati Paoli coinvolti Nick ferma Sebastian, intento a trafugare il sarcofago, e brucia la mummia così da dargli una onorevole sepoltura da Wesen.
Intanto un alleato della resistenza viene compromesso mentre sta proteggendo Adalind.
- Novella ispiratrice:
- Creature: Anubis
- Guest star: Anne Dudek (Vera Gates), Alexis Denisof (Principe Viktor), Christian Lagadec (Sebastien), Robert Blanche (Serg. Franco)
- Citazione d'apertura: "You shall not become corrupt, you shall not become putrid, you shall not become worms."
"Non vi è corruzione per te, tu non imputridisci, tu non diverrai cibo per vermi."

## Lo spettacolo deve andare avanti
- Titolo originale: The Show Must Go On
- Diretto da: Paul A. Kaufman
- Scritto da: Marc Gaffen e Kyle McVey

### Trama
Un circo ambulante in cui si esibiscono dei Wesen (un Daemonfeuer, un Siegbarste, una Fuchsbau e un Blutbad) è sospettato di doppio omicidio di due ragazze. Nick e Hank indagano e assistono allo show, in cui i Wesen vanno in woge davanti agli spettatori.
Monroe e Rosalee si offrono di aiutarli andando sotto copertura per scoprire qualche indizio. Rosalee viene assunta per prendere il posto di una degli artisti ma durante lo spettacolo, la stella dello show perde il controllo e rischia di fare una strage. Sapendo che la colpa è tutta del direttore della compagnia, che è un Lowen, gli altri tre membri si coalizzano contro di lui e lo uccidono carbonizzando. Non avendo nessun altro su cui indagare la compagnia si scioglie e invece non partono per permettere allora amico di farsi aiutare.
Prima di andarsene la ragazza che Rosalee ha sostituito le regala il suo costume di scena con cui può fare uno spettacolo personale a Monroe.
Sebastian compie un sacrificio per permettere a Adalind e Meisner di scappare prima che i Reali prendano la bambina.
- Novella ispiratrice:
- Creature: Lowen, Daemonfeuer, Siegbarste, Fuchsbau, Blutbad
- Guest star: Sam Witwer (Max), Carlo Rota (Hedig), Alexis Denisof (Principe Viktor), Chryssie Whitehead (Jonvieve), Christian Lagadec (Sebastien), Damien Puckler (Meisner)
- Citazione d'apertura: "Under such conditions, whatever is evil in men's natures comes to the front."
"In determinate circostanze, quel che c'è di malvagio nella natura umana viene alla luce."

## Dove andare
- Titolo originale: Synchronicity
- Diretto da: David Solomon
- Scritto da: Michael Golamco

### Trama
Un alleato inaspettato arriva per far sì che Adalind e la bambina riescano a lasciare l'Europa in sicurezza. La donna si rivela essere Kelly Burkhardt, la madre di Nick, che per proteggere la bambina porta lei e Adalind a casa di Nick. Alla scoperta di chi sia la persona che sua madre sta aiutando Nick e non la prende molto bene, ricordando tutte le cose orribili che a Adalind ha fatto a lui e a Juliette. Tuttavia sua madre lo prega di aiutarla perché la figlia di a Adalind deve essere protetta dal momento che la sua esistenza è importante, la piccola non deve stare né con i reali e né con la resistenza ma deve avere una vita normale altrimenti i suoi poteri saranno utilizzati per gli scopi sbagliati.
Adalind non fidandosi di Nick scappa con la piccola e va a casa di Renard che finalmente può conoscere sua figlia, a cui dà il nome di Diana.
I preparativi per il matrimonio di Rose e Monroe ricordano a Juliette e Nick il loro passato.
- Novella ispiratrice:
- Creature: Nessun Wesen
- Guest star: Alexis Denisof (Principe Viktor), Philip Anthony-Rodriguez (Marcus Rispoli), Gloria Votsis (Kelly giovane), Katharine Leonard (Marie giovane), Damien Puckler (Meisner), Mary Elizabeth Mastrantonio (Kelly Burkhardt)
- Citazione d'apertura: "In all chaos there is a cosmos, in all disorder a secret order."
"In ogni caos c'è un cosmo, in ogni disordine un ordine segreto"

(Nella versione italiana la parola segreto è scritta segrteo, probabilmente un errore di battitura)

## La legge del sacrificio
- Titolo originale: The Law of Sacrifice
- Diretto da: Terrence O'Hara
- Scritto da: Michael Duggan

### Trama
I reali ingaggiano due agenti dell'FBI corrotti e due Verrat per trovare la piccola di Adalind e uccidere lei e Renard mentre si trovano a casa di quest'ultimo. 
Il Principe Viktor si fa vivo: sei Sean non gli consegnerà la bambina lui ucciderà sua madre.
Nick organizza un piano insieme a sua madre e Sean per mettere una fine a questa situazione una volta per tutte. Sean apparentemente consegnare sua figlia a suo cugino Viktor senza opporre resistenza, cosa che fa disperare Adalind, ma una volta giunti all'aeroporto vengono accerchiati da quelli che si presentano come membri della "resistenza". Diana viene tratta in salvo e successivamente viene affidata a Kelly affinché la porti lontano con sé e la tenga al sicuro.
- Novella ispiratrice:
- Creature: Nessun Wesen
- Guest star: Alexis Denisof (Principe Viktor), C. Thomas Howell (Weston Steward), Philip Anthony-Rodriguez (Marcus Rispoli), Mary Elizabeth Mastrantonio (Kelly Burkhardt)
- Citazione d'apertura: "The Queen was terrified and offered the little man all the riches of the kingdom, if only he would leave the newborn child alone."
"La regina inorridì e offrì all'omino tutte le ricchezze del regno, purché, le lasciasse il neonato."

## Visione misteriosa
- Titolo originale: Nobody Knows the Trubel I've Seen
- Diretto da: Norberto Barba
- Scritto da: Jim Kouf e David Greenwalt

### Trama
Dei Wesen molto pericolosi vengono ritrovati morti e inizialmente si pensa che siano stati uccisi da un altro Wesen, alla fine si scopre che è opera di un Grimm, una giovane di nome Teresa "Trubel" Rubel che non ha idea della sua discendenza ma possiede tutte le abilità di un Grimm. La ragazza a causa delle sue "visione" era stata sempre considerata pazza e rinchiusa in un istituto psichiatrico.
Nick la prende in custodia per addestrarla. La porto alla roulette e le mostra l'eredità della loro stirpe facendole capire che tutto quello che ha visto era vero e lei non è pazza come sempre creduto.
Adalind è furiosa e sta organizzando la sua vendetta contro Nick e Renard per averle portato via Diana.
- Novella ispiratrice:
- Creature: Lausenschlange, Klaustreich, Skalengeck
- Guest star: Alexis Denisof (Principe Viktor), C. Thomas Howell (Weston Steward), Philip Anthony-Rodriguez (Marcus Rispoli)
- Citazione d'apertura: "Nobody knows the trouble I've seen, nobody knows my sorrow."
"Nessuno sa i guai che ho visto, nessuno conosce la mia pena"

## My Fair Lady Wesen
- Titolo originale: My Fair Wesen
- Diretto da: Clark Mathis
- Scritto da: Sean Calder

### Trama
Il corpo dissanguato di una ragazzina nota per taccheggio viene ritrovato e grazie alla forma delle ferite, Nick identifica il colpevole in un Lebensauger (lo stesso tipo di Wesen che era Ryan, lo stagista).
Nick decide di portare Trubel con sè per farle fare esperienza. Presentandola come una studentessa di criminologia le permette di avere accesso alla scena del crimine e trovare indizi che la portino a scoprire questa banda di ladri.
Intanto Adalind si mette in contatto con Viktor, che crede abbia la sua bambina, e fare un accordo con lui: se lei toglierà a Nick i suoi poteri da Grimm lui le permetterà di vedere sua figlia.
- Novella ispiratrice:
- Creature: Lebensauger
- Guest star: Michael Graziadei (Ken), Karissa Lee Staples (Donna)
- Citazione d'apertura: "No longer a dark, gray bird, ugly and disagreeable to look at, but a graceful and beautiful swan."
"Non più un anatroccolo grigio, e sgradevole da guardare, ma un aggraziato e splendido cigno"

## L'eredità
- Titolo originale: The Inheritance
- Diretto da: Eric Laneuville
- Scritto da: Dan E. Fesman

### Trama
Durante una cena con Rosalee, Monroe, Trubel e Juliette, Nick riceve una strana chiamata da un uomo di nome Josh Porter. Suo padre Rolek sta morendo e vuole lasciare in eredità a Nick dei manufatti Grimm che ha in suo possesso. Purtroppo l'uomo e suo figlio sono braccati da dei gli agenti del Verrat. Rolek poco prima di aspirare consegna Nick una delle chiavi dei sette cavalieri nascosta all'interno del suo bastone.
Adalind sta raccogliendo ingredienti per una pozione doppleganger che le darà il potere di sembrare Juliette.
- Novella ispiratrice:
- Creature: Nessun Wesen
- Guest star: Sam Anderson (Rolek Porter), C. Thomas Howell (Weston Steward), Lucas Near-Verbrugghe (Josh Porter)
- Citazione d'apertura: "'No,' said the King. 'I had rather die than place you in such great danger as you must meet with in your journey.'"
"No", disse il Re. "Preferisco morire che farti correre un pericolo tanto grande come quello che dovresti incontrare nel tuo viaggio"

## Ambiziosa bionda
- Titolo originale: Blond Ambition
- Diretto da: Norberto Barba
- Scritto da: Jim Kouf e David Greenwalt

### Trama
È il giorno del matrimonio di Monroe e Rosalee. Nick inizialmente non è sicuro di poter fare da testimone al suo amico a causa dei suoi poteri ma Monroe fortunatamente trova una soluzione. Intanto anche i suoi genitori insieme alla madre e la sorella di Rose arrivano per il matrimonio. Purtroppo sua sorella accidentalmente rovina l'abito da sposa allora sono costretti a prenderne uno nuovo a poche ore dalle nozze. Nick e Juliette scoprono qualcosa che potrebbe cambiare per sempre la loro relazione.
Adalind procede con il suo piano che porta a conseguenze disastrose che altereranno per sempre il futuro di Nick. Usando la pozione prende le sembianze di Juliette e fa sesso con Nick, il capitano Renard scoperto una cosa cerca di impedire che l'incantesimo abbia effetto ma poco prima che consegna Trubel una fiala con l'antidoto l'agente corrotta dell'FBI Weston Steward irrompe in casa e gli spara. Trubel riesce a salvarsi e a mozzargli la testa con il machete ma una volta arrivata nel luogo della cerimonia è troppo tardi: Nick non riesce più a vedere i Wesen.
- Novella ispiratrice:
- Creature: Nessun Wesen
- Guest star: Jacqueline Toboni (Trubel), Chris Mulkey (Bart), Dee Wallace (Alice), C. Thomas Howell (Weston Steward), Robert Blanche (Serg. Franco), Danny Bruno (Bud)
- Citazione d'apertura: "Turn back, turn back, thou pretty bride, within this house thou must not abide. For here do evil things betide."
"Torna indietro, torna indietro, o bella sposa, dentro questa casa non devi rimanere. Perché qui compiono cose malvagie."